# Vladimir Alenikov
Vladimir Alenikov (russisk: Владимир Михайлович Алеников) (født 7. august 1948 i Sankt Petersborg i Sovjetunionen) er en sovjetisk filminstruktør.

## Filmografi
- Kanikuly Petrova i Vasetjkina, obyknovennyje i neverojatnyje (da.:  Petrovs og Vasetjkins ferier, almindelige og utrolige, 1984)[1][2]
- Bindjuzjnik i Korol (Биндюжник и Король, 1989)
- Ulybka Boga, ili Tjisto odesskaja istorija (Улыбка Бога, или Чисто одесская история, 2008)